# El Potrero, Tecoanapa
El Potrero är en ort i Mexiko.   Den ligger i kommunen Tecoanapa och delstaten Guerrero, i den södra delen av landet, 280 km söder om huvudstaden Mexico City. El Potrero ligger 272 meter över havet och antalet invånare är 274.
Terrängen runt El Potrero är kuperad åt sydväst, men åt nordost är den platt. Runt El Potrero är det ganska glesbefolkat, med 42 invånare per kvadratkilometer. Närmaste större samhälle är San Marcos, 19,0 km väster om El Potrero. Omgivningarna runt El Potrero är en mosaik av jordbruksmark och naturlig växtlighet.